# Туристический коврик

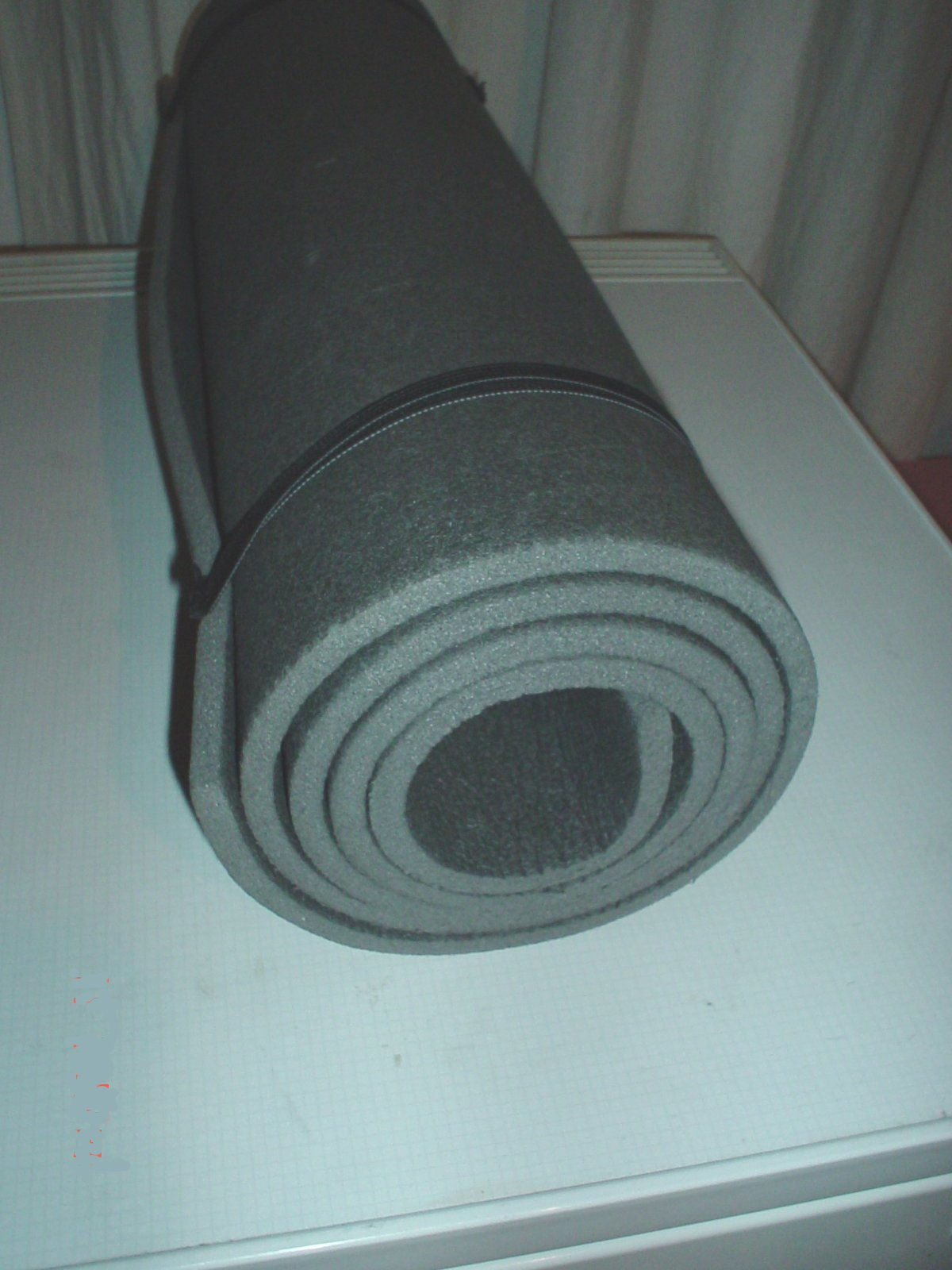
Коврик на пенополиурентановой основе

Туристический коврик (спальный коврик, пенка, каремат (каримат)) — инвентарь, использующийся во многих видах спорта. В качестве элемента бивачного снаряжения в активных видах спорта и отдыха за счёт своих теплоизоляционных качеств используется для обеспечения наиболее комфортных условий путешественников на стоянках.
В большинстве случаев имеет прямоугольную форму размерами 0.6-0,7 х 2.0 (+/-) м, и толщину 8-12 мм. Используется, как правило, как тепло- и влагоизоляционная прослойка между днищем палатки и спальным мешком, предохраняя последний также от механических повреждений.

## Краткая история
Первые спальные коврики представляли собой надувные матрацы из резины и появились в 1824 году. По сведениям историков, такие надувные матрацы использовались, в частности, уже Британской экспедицией Джона Франклина (1845—1847). Вплоть до начала второй половины XX века их производство совершенствовалось, но все они обладали несколькими недостатками: чувствительностью к механическим повреждениям (проколам), были тяжелы (а изготовленные из более лёгкого нейлона очень скользкими), а их теплопроводность зависела исключительно от количества находившегося в них воздуха.
В 1967 году британской фирмой Karrimor были изобретены коврики из вспененного материала на основе пенополиуретана, которые оказались лишены вышеперечисленных недостатков и по совокупности эксплуатационных качеств быстро получили популярность во всём мире, а в некоторых языках (в частности, русском) и собственное название по имени бренда ('«каримат»' или '«каремат»'). В настоящее время коврики на полиуретановой основе производятся многими компаниями, специализирующимся в области снаряжения для активного отдыха и спорта. В большинстве случаев, помимо цены, они отличаются геометрическими размерами, толщиной, которая может варьироваться от 3-х до 16 мм, весом, теплоизоляционными и другими характеристиками, которые зависят от используемых для изготовления материалов.

## Вариации

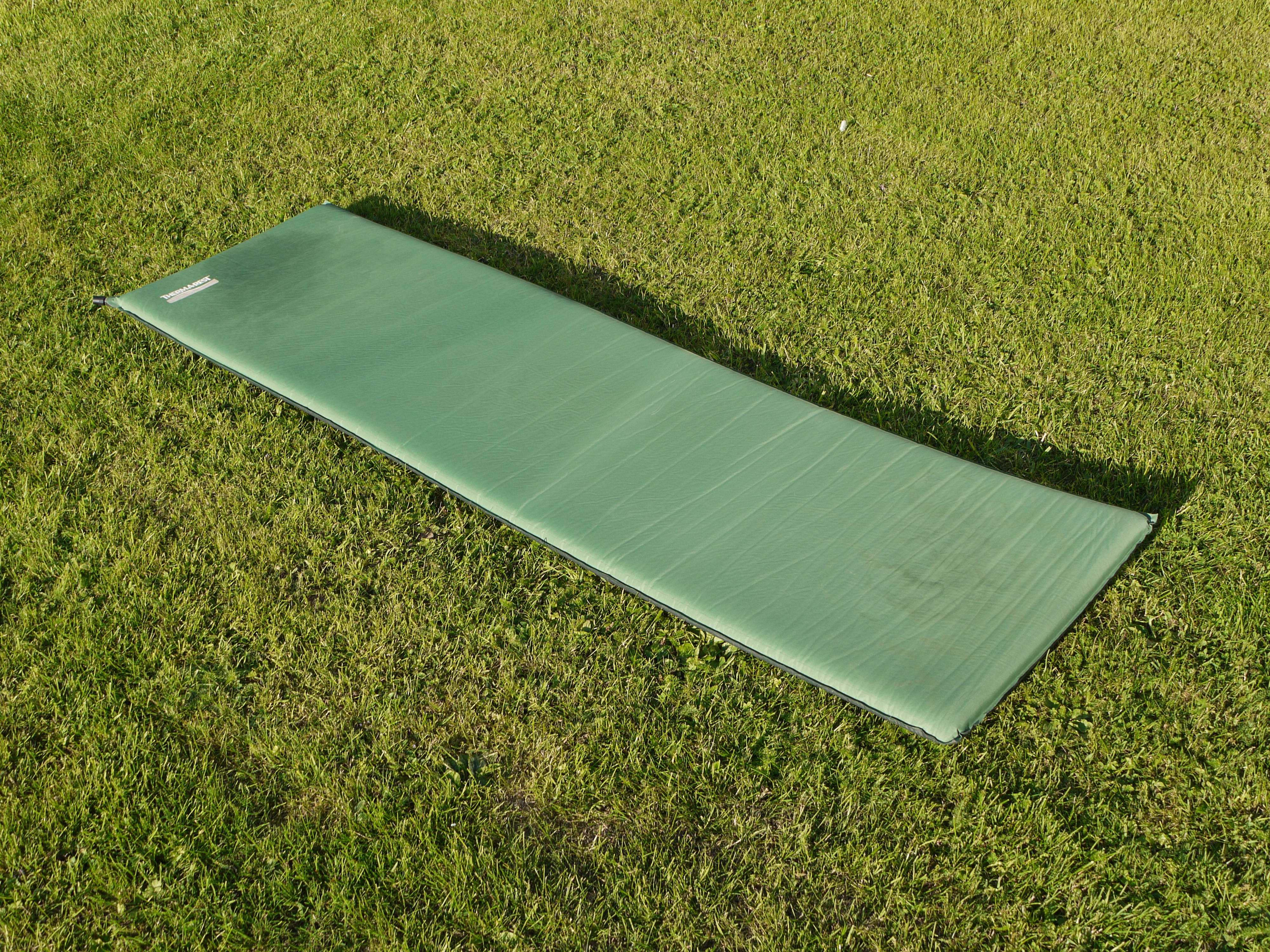
Самонадувающийся коврик Therm-a-Rest

Помимо надувных матрасов и ковриков на пенополиуретановой основе существуют и их вариации. Одной из них является «самонадувающийся» коврик (Inflatable Mats), который является сочетанием обеих технологий и представляет собой надувной матрац, заполненный изнутри особым видом упругого полиуретана, восстанавливающего свою форму при доступе воздуха (после открытия специального клапана коврик легко складывается и хранится при закрытом клапане, при открытии клапана вновь начинает самостоятельно набирать воздух). Ещё одной разновидностью стала технология Down-Filled Mats, суть которой устранить рециркуляцию воздуха внутри надувного матраца за счёт помещения внутрь него натурального (пуха) или синтетического утеплителя.